# Les Larmes de la malédiction
Pour les articles homonymes, voir La Llorona (homonymie).
Pour plus de détails, voir Fiche technique et Distribution.
Les Larmes de la malédiction (La maldición de la Llorona) est un film d'épouvante mexicain réalisé par Rafael Baledón et sorti en 1963.

## Synopsis
Le film raconte l'histoire d'Amelia et Jaime, un couple marié qui se rend dans une vieille maison de campagne appartenant à la tante Amelia Selma, qui pratique la magie noire. Selma tente d'utiliser sa nièce pour ressusciter la Llorona, un spectre ancien.

## Fiche technique
- Titre original mexicain : La maldición de la Llorona[1],[2]
- Titre français : Les Larmes de la malédiction[3],[4]
- Réalisation : Rafael Baledón
- Scénario : Rafael Baledón, Fernando Galiana
- Photographie : José Ortiz Ramos
- Montage : Ramón Aupart, Alfredo Rosas Priego
- Musique : Gustavo César Carrión
- Décors : Roberto Silva, Carlos Grandjean
- Maquillage : Armando Meyer
- Production : Abel Salazar
- Société de production : Cinematográfica ABSA
- Pays de production :  Mexique
- Langue originale : espagnol
- Format : Noir et blanc - 1,37:1 - Son mono - 35 mm
- Genre : Film d'épouvante
- Durée : 74 minutes
- Date de sortie : 
  - Mexique : 15 août 1963
  - France : 4 octobre 2006 (DVD)

## Distribution
- Rosita Arenas (es) : Amelia
- Abel Salazar : Jaime
- Rita Macedo : Selma
- Carlos López Moctezuma : Juan
- Enrique Lucero (es) : Dr Daniel Jaramillo